# Mazaris
Mazaris (in greco Μάζαρις?; fl. 1415) è stato uno scrittore bizantino noto solo per aver scritto un testo satirico intitolato Il viaggio di Mazaris nell'Ade. 
Sebbene la sua identità e il suo nome siano sconosciuti, Mazaris è stato identificato provvisoriamente con almeno due personalità storiche note con lo stesso nome, Manuel Mazaris, che era un innografo e servì come protonotarios di Salonicco, e Maximus Mazaris, un monaco e autore di un testo sulle regole grammaticali. Secondo un'altra ipotesi, però, questi due furono in realtà la stessa persona. A causa di questa incertezza, l'autore del viaggio è per lo più indicato semplicemente con il suo cognome.

## IlViaggio di Mazaris nell'Ade
Si ritiene che il Viaggio nell'Ade sia stato scritto tra il gennaio 1414 e l'ottobre 1415. Contiene elementi di satira sociale rivolti all'élite dominante bizantina, ma anche alcune informazioni sulle classi inferiori del Peloponneso, comprese alcune osservazioni sui vari gruppi etnici che componevano la sua popolazione.
Sono state rilevate somiglianze tra il Viaggio e la Nekyomantìa di Luciano di Samosata, e anche con i dialoghi menippei. L'opera, mediocre dal punto di vista letterario, ha qualche importanza per il periodo storico in cui fu composta: vi compaiono infatti personaggi storici, tra cui un cortigiano di Manuele II Paleologo e l'autore stesso.

## Edizioni
- F. Boissonade, Anecdota Graeca, vol. III, Parisiis 1831, pp. 112–186
- A. Ellissen, Analekten der mittel-und neugriechischen Literatur, I, Lipsiae 1860
- J. N. Barry - M. J. Share - A. Smithies - L. G. Westerink, Mazaris' Journey to Hades: or, Interviews with dead men about certain officials of the imperial court, Greek text with translation, notes, introduction and index, Buffalo (NY): Dept. of Classics, State University of New York at Buffalo, 1975 (Arethusa monographs, 5)
- E. Rossotto, Il viaggio di Mazaris nell'Ade, traduzione del testo bizantino e note, [s.l.]: Edizioni Accademiche Italiane, 2016